# Lomographa nivea
Lomographa nivea är en fjärilsart som beskrevs av Alexander Michailovitsch Djakonov 1936. Lomographa nivea ingår i släktet Lomographa och familjen mätare. Inga underarter finns listade i Catalogue of Life.